# Humaljärvi (sjö i Nyland)
Humaljärvi är en sjö i Kyrkslätts kommun i Finland.   Den ligger i landskapet Nyland, i den södra delen av landet, 28 km väster om huvudstaden Helsingfors. Humaljärvi ligger 17,4 meter över havet. Arean är 4,3 kvadratkilometer och strandlinjen är 16,68 kilometer lång. Sjön  ingår i Finska vikens kustområde.   I omgivningarna runt Humaljärvi växer i huvudsak blandskog.
I övrigt finns följande i Humaljärvi:
- Lillholmen (en ö)

I övrigt finns följande vid Humaljärvi:
- Ingelsån (ett vattendrag)
- Kotolampi (en sjö)
- Lamme (en sumpmark)
- Mustijärvi (en sjö)
- Stormossen (en sumpmark)